# قانون الخصوصية

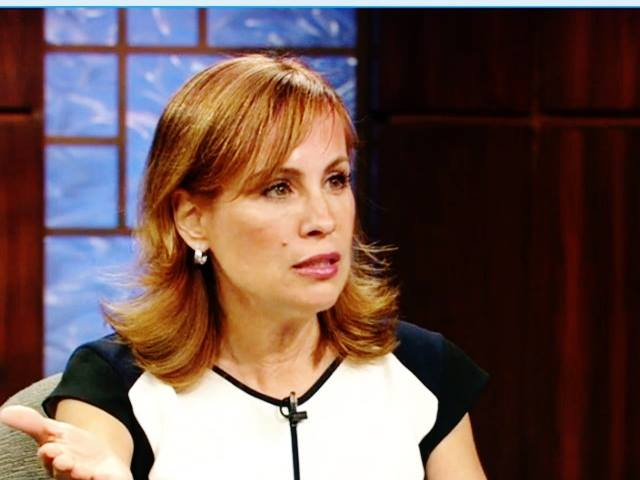
تناقش الدكتورة أدريانا سانفورد إصلاح حماية البيانات في الاتحاد الأوروبي.

يشير مصطلح قانون الخصوصية إلى القوانين التي تتعامل مع تشريعات معلومات الأفراد الشخصية التي يمكن أن تجمعها وتخزنها وتستخدمها الحكومات أو المؤسسات الحكومية أو الخاصة. تندرج قوانين الخصوصية تحت حقوق الخصوصية للأفراد أو التوقعات المعقولة للخصوصية.

## الحماية
معظم البلدان تمنح حقوق الخصوصية لمواطنيها في دساتيرها،) والأمثلة النموذجية على ذلك دستور البرازيل الذي ينص على أن «الخصوصية، الحياة الخاصة، الشرف وصور الناس محرمة لا تنتهك حرمتها». وينص دستور جنوب أفريقيا على أن «كل فرد لديه الحق في الخصوصية»، وينص دستور جمهورية كوريا على أنه «لا يجوز التعدي على خصوصية أي مواطن».لكن في معظم البلدان التي لا يذكر دستورها صراحة حقوق الخصوصية فسرت قرارات المحاكم الدستور على أنه ينطوي على منح حقوق الخصوصية. ولدى العديد من الدول قوانين واسعة للخصوصية خارج الدستور، بما في ذلك قانون الخصوصية الأسترالي 1988، قانون الأرجنتين لحماية البيانات الشخصية 2000، قانون حماية المعلومات الشخصية والوثائق الإلكترونية في كندا 2000، وقانون حماية المعلومات الشخصية في اليابان 2003. 

ويوجد وراء قوانين الخصوصية الوطنية إتفاقيات دولية،  ينص إعلان الأمم المتحدة لحقوق الإنسان على أنه «لا يجوز لأحد أن يتعرض لتدخل تعسفي في خصوصيته، عائلته، منزله أو مراسلاته ولا لهجمات تطال شرفه وسمعته». ونشرت منظمة التعاون الاقتصادي والتنمية عام 1980 إرشادات متعلقة بالخصوصية، وتوجه «توجيهات الاتحاد الأوروبي لحماية البيانات 1995» لحماية الخصوصية في أوروبا، ويعد «نظام الخصوصية 2004» الموضوع من قبل منظمة التعاون الاقتصادي لدول آسيا والمحيط الهادئ اتفاقا لحماية الخصوصية لأعضاء تلك المنظمة. 

وفي عام 1960 بدأ الناس في التفكير حول كيف أن التغيرات في التكنولوجيا قد خلقت تغيرات في مفهوم الخصوصية، وكان يعد كتاب «المجتمع المكشوف» لمؤلفه فانس باكارد كتابا منتشرا في تلك الفترة والذي أدى إلى الحديث عن الخصوصية في ذلك الوقت. 

## نهج السوق الحر مقابل نهج حماية المستهلك
يمكن أن تنقسم أساليب التعامل مع الخصوصية إلى تصنيفين: نهج السوق الحر ونهج حماية المستهلك. ويُسمح إلى حد كبير للجهات التجارية في نهج السوق الحر أن تقوم بما تريد فعله، مع التوقع بأن المستهلكين سوف يختارون التعامل التجاري مع شركات تحترم خصوصيتهم بالدرجة المطلوبة، وإذا كانت بعض الشركات لا تحترم الخصوصية بما فيه الكفاية فإنها سوف تخسر حصتها في السوق، ونهج كهذا قد يكون محدودا بسبب عدم وجود منافسة في السوق عن طريق وجود شركات لا تقدم خيارات خصوصية ملائمة للمستخدم أو عن طريق نقص المعلومات حول ممارسات الخصوصية الفعلية، كما أنه يصعب على المستهلكين التحقق من إدعاءات الشركات بحماية الخصوصية إلا عندما يحصل انتهاك للخصوصية. 

وفي المقابل فإن نهج حماية المستهلك يقول بأن الأفراد قد لا يوجد لديهم الوقت أو المعرفة لاتخاذ قرارات مدروسة أو قد لا توجد لديهم بدائل معقولة متاحة. ودعما لهذا الرأي بيّن جنسن وبوتس أن معظم سياسيات الخصوصية تفوق مستوى القراءة لدى الشخص العادي،  لذا فإن هذا النهج يدعو الحكومة إلى تحديد أفضل للخصوصية وتنفيذ معايير الخصوصية. 

## قانون الخصوصية
قانون الخصوصية هو مجال قانوني يهتم بحماية والحفاظ على حقوق الخصوصية للأفراد، بالرغم من أنه لا يوجد قانون مقبول عالميا للخصوصية، إلا أن بعض المنظمات تشجع على فرض مفاهيم معينة من قبل بلدان معينة، على سبيل المثال: تنص المادة 12 من الإعلان العالمي لحقوق الإنسان على أنه: 

«لا يجوز تعريض أحد للتدخل التعسفي في خصوصياته، شؤونه العائلية، المنزلية أو مراسلاته ولا المساس بشرفه وسمعته، كل الأشخاص لديهم حق حماية القانون لهم ضد تدخلات أو انتهاكات كهذه». 

## أستراليا
إن قانون الخصوصية 1988 هو من مسؤوليات مكتب مفوض المعلومات الأسترالي، وقد تطور قانون الخصوصية في أستراليا خلال عدة سنوات، وتوسع الإدخال الأولي لقانون الخصوصية في عام 1998 ليشمل القطاع العام خاصة الدوائر الحكومية الفيدرالية في إطار مبادئ خصوصية المعلومات، ويمكن أن تخضع الجهات الحكومية للولايات للدولة بناء على تشريعات الخصوصية، وهذا مبني على متطلبات الخصوصية والتي تنطبق على مزودي الاتصالات السلكية واللاسلكية (تحت الجزء 13 من قانون الاتصالات السلكية واللاسلكية 1997) ومتطلبات السرية المطبقة على التعاملات المصرفية والقانونية وبين العلاقة المريض والطبيب. 

وتم توسيع قانون الخصوصية 1988 ليشمل في عام 2000 القطاع الخاص مع وضع مبادئ الخصوصية الوطنية، والتي دخلت حيز التنفيذ في 2001، وأستثنيت الشركات الصغيرة التي تبلغ مبيعاتها السنوية 3 ملايين دولار من الالتزامات المنصوصة في مبادئ الخصوصية الوطنية لكن مع بعض الاستثناءات مثل الشركات التي تتعامل مع المعلومات الشخصية بشكل رئيسي. 

وفي عام 2008 أجرت لجنة إصلاح القانون الأسترالي (ايه ال ار سي) مراجعة لقانون الخصوصية الأسترالي، وكان تقرير «لمعلوماتك» واحدا من أكبر التقارير التي نشرتها على الإطلاق لجنة إصلاح القانون الأسترالي، وكان من بين التوصيات توحيد كل من مبادئ خصوصية المعلومات ومبادئ الخصوصية الوطنية وتشكيل ما يعرف الآن بمبادئ الخصوصية الأسترالية. 

وقد نُفذت هذه التوصية وغيرها من التوصيات من قبل الحكومة الأسترالية عن طريق قانون تعديل الخصوصية 2012 (تعزيز حماية الخصوصية).

```
ودخلت «مبادئ الخصوصية الأسترالية» حيز التنفيذ إلى جانب تغيرات رئيسية للقانون في 12 مارس 2014، واتبع الهيكل الجديد لمبادئ الخصوصية دورة المعلومات ودمج مفاهيم رئيسية ناشئة للخصوصية، ويشمل ذلك مفهوم الخصوصية عن طريق التصميم الذي يأخذ في الاعتبار الخصوصية في جميع المراحل الهندسية. 
```

وحاليا يوجد 14 مبدأ للخصوصية الأسترالية:
1. إدارة المعلومات الشخصية بشكل منفتح ويتسم بالشفافية.
2. إخفاء الهوية والاسم المستعار.
3. جمع المعلومات الشخصية التي طُلبت.
4. التعامل مع معلومات شخصية لم تعطَ بشكل طوعي.
5. الإخطار بجمع معلومات شخصية.
6. استخدام أو كشف معلومات شخصية.
7. التسويق المباشر.
8. الإفصاح العابر للحدود عن المعلومات الشخصية.
9. اعتماد واستخدام أوالكشف عن أمور مميزة مرتبطة بالحكومة.
10. نوعية المعلومات الشخصية.
11. أمن المعلومات الشخصية.
12. الوصول إلى معلومات شخصية.
13. تصحيح المعلومات الشخصية.

قوانين الخصوصية الأسترالية الأخرى  

توجد مجموعة من القوانين التي تمنح الحماية للخصوصية في أستراليا، وتشمل –لكنها غير محصورة بها: قانون الاتصالات 1997، قانون الرسائل الغير مرغوب فيها 2006، قانون لا تتصل بالسجل 2009، الالتزامات السرية العامة الناشئة عن بعض العلاقات المهنية بما في ذلك المحامين والأطباء وغيرهم من مقدمي الخدمات الصحية، تشريعات الولايات بما في ذلك ولاية جنوب ويلز الجديدة في قوانين مراقبة أماكن العمل، القوانين السارية في ولاية جنوب ويلز الجديدة، معالجة المعلومات الصحية ومعالجة المعلومات من قبل الجهات الحكومية في ولاية كوينزلاند والولايات الأخرى. 

## البرازيل
يقر الدستور البرازيلي بأن الخصوصية حق أساسي من حقوق الإنسان الأساسية، حتى أن الدولة لا يسمح لها بانتهاك البيانات الشخصية، العلاقات الحميمية، الحياة الخاصة، الشرف والسمعة (المادة 5، البند اكس). وفي الحالات القصوى يمكن لأمر قضائي إجازة بعض الكشف، ولكن حتى بعض المعلومات مثل المراسلات تبقى ذات حرمة مطلقة ولا يمكن حتى لأمر قضائي بالسماح للكشف عنها. 

## كندا
المقالة الرئيسية: قانون الخصوصية الكندي. 

يخضع قانون الخصوصية الكندي فيدراليا لقوانين متعددة بما في ذلك الميثاق الكندي للحقوق والحريات وقانون الخصوصية (كندا)، معظم هذه التشريعات تتعلق بتعدي المؤسسات الحكومية على الخصوصية. وأول تناول لخصوصية البيانات كان في قانون حماية المعلومات الشخصية والوثائق الإلكترونية، وتوجد تشريعات على مستوى المقاطعات للتعامل مع قضايا خاصة بحماية الخصوصية ضد المنظمات التجارية. 

## الاتحاد الأوروبي
بالنسبة لأوروبا فإن المادة 8 من الاتفاقية الأوروبية لحقوق الإنسان تضمن الحق في احترام الحياة الخاصة والحياة العائلية ومنزل الفرد ومراسلاته. وطورت المحكمة الأوروبية لحقوق الإنسان في ستراسبورغ مجموعة كبيرة من نظم تشريعية لتعريف الحق في الخصوصية، ويتطلب الاتحاد الأوروبي من جميع دول الأعضاء إصدار تشريعات لضمان حقوق المواطنين في الخصوصية من خلال توجيهات مثل: الموجه 95\46 أي سي 1995 حول حماية البيانات الشخصية، والذي ينظمه في المملكة المتحدة قانون حماية البيانات 1988، وفي فرنسا تقوم اللجنة الوطنية للمعلوماتية والحريات بمراقبة حماية البيانات، واللجنة الوطنية للمعلوماتية والحريات هي هيئة حكومية والتي يجب أن توافق على التشريعات المتعلقة بالخصوصية قبل دخولها حيز التنفيذ. وفي نظم القانون المدني يندرج قانون الحق في الخصوصية ضمن نطاق الحق في حياة خاصة (الحق في الخصوصية) والذي من خلاله يمكن استدعاء من ينتهك الخصوصية، ويتوقف تفسير الحقوق الشخصية والأضرار الكبيرة على الحق في الخصوصية لحماية المراسلات، المعلومات الشخصية والكرامة. وأدت هذه الحقوق إلى زيادة أسباب الضرر في معظم الهيئات المختصة بالقانون المدني والهيئات المختصة بالقانون العام قبل التطور الفريد لحماية البيانات. 

بالرغم من وجود تشريعات شاملة لحماية الخصوصية، فقد أشارت بعض الدراسات إلى أنه على الرغم من وجود القوانين إلا أنه يوجد ضعف في التطبيق، حيث أنه لا تشعر أي مؤسسة بالمسؤولية للتحكم في الجهات المعنية وفرض قوانينها. 

وينادي الاتحاد الأوروبي إلى اعتماد مفهوم «الحق في أن تُنسى» في الدول الأخرى (هذا القانون يسمح للأفراد بإزالة الروابط التي تؤدي إلى معلومات عنهم من الإنترنت ومن محركات البحث). 

## إيطاليا
وفي إيطاليا يوجد الحق في الخصوصية في المادة 15 في الدستور والذي ينص على أن: 

«إن الحرية وسرية المراسلات وكل شكل من أشكال الاتصال تعد حرمة، وقد تفرض قيود فقط بموجب قرار قضائي ينص على الأسباب ووفقا للضمانات المنصوصة في القانون».

## المملكة المتحدة
المقالة الرئيسية: الخصوصية في القانون الإنجليزي.

في المملكة المتحدة لا يمكن رفع دعوى لانتهاك الخصوصية، ويمكن أن ترفع دعوى تحت إحداث ضرر آخر (عادة خيانة الأمانة) ويجب أن تعد الخصوصية ضمن قانون قانون المجلس الأوروبي. وفي المملكة المتحدة أحيانا يمكن الدفاع عن كشف معلومات خاصة من أجل تحقيق المصلحة العامة. ويوجد مكتب مفوض المعلومات (آي سي أو) وهي هيئة عامة مستقلة أُنشأت لتعزيز الوصول إلى المعلومات الرسمية ولحماية المعلومات الشخصية، ويقومون بذلك من خلال تشجيع الممارسات الجيدة، الحكم في الشكاوى الجديرة، تزويد الأفراد والمؤسسات بالمعلومات، واتخاذ الإجراءات عند خرق القانون. وتشمل القوانين ذات الصلة بالخصوصية في المملكة المتحدة: قانون حماية البيانات 1998، قانون حرية المعلومات 2000، تشريعات المعلومات البيئية 2004، تشريعات الخصوصية والاتصالات الإلكترونية 2003. ويتيح مكتب مفوض المعلومات في الإنترنت «أدوات المعلومات الشخصية» والتي تشرح مفصلا الطرق المختلفة لحماية الخصوصية في الإنترنت. 

## الولايات المتحدة
بالرغم من أن الدستور لا يتضمن صراحة الحق في الخصوصية، لكن الخصوصية الفردية والمكانية محفوظتين ضمنيا في الدستور تحت التعديل الرابع، ووجدت المحكمة العليا في الولايات المتحدة أن الضمانات الأخرى فيها «غبش» والتي تمنح ضمنيا حق الخصوصية ضد تدخل الحكومة، ولقد كان الحق في الخصوصية هو المبرر للقرارات التي تشتمل على مجموعة كبيرة من قضايا الحريات المدنية، بما في ذلك قضية بيرس ضد جمعية الأخوات، والتي أبطلت مبادرة ناجحة من ولاية أوريغون تتطلب فرض التعليم العام الإجباري، وقضية جريسولد ضد كونيكتيكت، والتي كما في حالة جريسولد ضد كونيكتكت (1965)  والتي تم من خلالها التعبير عن الحق في الخصوصية للمرة الأولى بشكل صريح، وقضية رو ضد واد والتي ضربت بعرض الحائط قانون الإجهاض في تكساس، وبالتالي قيدت من سلطات الولاية في فرض القوانين ضد الإجهاض، وقضية لورانس ضد تكساس، والتي ضربت بعرض الحائط قانون اللواط، وبالتالي قللت من سلطات الولاية في فرض القوانين التي تتعلق باللواط. وفي الولايات المتحدة إن حق حرية التعبير الممنوح في التعديل الأول حد من تأثير دعاوى قضائية لانتهاك الخصوصية. وتُنظم الخصوصية في الولايات المتحدة عن طريق قانون الخصوصية 1974 وقوانين مختلفة في الولايات.وينطبق قانون الخصوصية 1974 فقط على الوكالات الفيدرالية في الفرع التنفيذي للحكومة الفدرالية. ولقد تأسست حقوق معينة للخصوصية في الولايات المتحدة من خلال تشريعات مثل: قانون حماية خصوصية الأطفال في الإنترنت،  قانون جرام ليتش بليلي، قانون إخضاع التأمين الصحي لقابلية النقل والمحاسـبة. 

وغالبًا تتم الإشارة إلى مقال صدر في الإصدار الخامس عشر من ديسمبر 1890 من هارفارد لو ريفيو، كتبه المحامي صامويل وارين والقاضي الذي شغل منصبًا بعد ذلك في المحكمة العليا لويس برانديس وكان عنوانه «الحق في الخصوصية» (The Right To Privacy)، على أنه أول إعلان صريح في حق الأمريكيين في الخصوصية  ويخضع هذا الحق للكثير من الجدل. ويقول البنائيون الصارمون أن هذا الحق غير موجود (أو على الأقل أن المحكمة العليا لا تمتلك الاختصاص لحماية مثل هذا الحق)، في حين أن بعض التحرريين يقولون إن هذا الحق يبطل العديد من أنواع المراقبة المدنية المسموح بها حاليًا (التنصت على المكالمات الهاتفية والكاميرات العامة وما إلى ذلك). 

كما تمنح أغلب الولايات كذلك الحق في الخصوصية وتشير إلى أربعة أضرار اعتمادًا على هذا الحق:
- التطفل على العزلة أو الوحدة، أو في الشئون الخاصة.
- الكشف العام للحقائق الخاصة المحرجة.
- الدعاية التي تضع الشخص في موضع خاطئ أمام العامة.
- حق الشخصية في الحصول على الاسم أو ما شابه ذلك.

## فيجي
بلد فيجي، أرخبيل يقع في المحيط الهادئ أنشئ في 10 أكتوبر 1970. يمنح الدستور السكان قاطني الأرض الحق في الخصوصية. فيما يلي الإجراءات الدقيقة المنصوص عليها في الدستور: «لكل شخص الحق في الخصوصية الشخصية التي تشمل الحق في (أ) سرية معلوماته الشخصية؛ (ب) سرية بلاغاتهم؛ (ج) احترام حياتهم الخاصة والأسرية». لكن في هذا الدستور نفسه، يشار إلى أنه من الممكن «بقدر ما توجبه الضرورة» إقرار قانون يحد أو يؤثر على تنفيذ قانون الحق في الخصوصية. يرد قانون آخر متعلق بالخصوصية في المادة 54 من قانون الاتصالات السلكية واللاسلكية الصادر في عام 2008، ينص على أن «أي مزود خدمات يوفر المستهلكين بالاتصالات السلكية واللاسلكية عليه إبقاء معلومات المستهلكين سرية». لا تعتبر معلومات الفوترة ومعلومات المكالمات استثناءً. يكمن الاستثناء الوحيد لهذه القاعدة بهدف تسليط الضوء على «الاحتيال أو الدين المتعثر». بموجب هذا القانون، لا يسمح بالكشف عن المعلومات، حتى بموافقة العميل.
تهدف قوانين الخصوصية الأخرى التي تبناها هذا البلد إلى حماية المعلومات المجمعة، وملفات تعريف الارتباط وغيرها من المسائل المتعلقة بالخصوصية للسياح. يتعلق ذلك (ولكن ليس على سبيل الحصر) بالمعلومات التي جمعت خلال الحجر، واستخدام تكنولوجيا أخرى تخص تلك الشركة أو من خلال استخدام خدمة للشركة، أو عند إجراءات الدفع. إضافة إلى ذلك، فإن فيجي، بوصفها عضوًا في الأمم المتحدة، ملزمة بالإعلان العالمي لحقوق الإنسان الذي ينص في المادة الثانية عشرة على أنه «لا يجوز أي شخص لتدخل تعسفي في خصوصياته أو أسرته أو بيته أو مراسلاته، ولا للاعتداء على شرفه وسمعته. لكل شخص الحق في حماية القانون من مثل هذا التدخل أو الهجوم».

## فرنسا
تبنت فرنسا قانون خصوصية البيانات عام 1978. ينطبق هذا القانون على المنظمات العامة والخاصة ويحظر جمع البيانات الحساسة عن الأشخاص (بما في ذلك الجنسانية والإثنية والآراء السياسية أو الدينية). تدير القانون اللجنة الوطنية للمعلوماتية والحريات، وهي إدارة وطنية مكرسة لهذا الغرض. كما هو الحال في ألمانيا، تعتبر انتهاكات البيانات جرائم جنائية (المادة 84 من قانون العدل مع القانون الجنائي، المادة 1، الفصل السادس، المادة 226 وما يليها).

## مؤشر الخصوصية
```
وقام مركز معلومات الخصوصية الإلكترونية بوضع كلا من البرازيل، أستراليا، اليابان وجنوب أفريقيا في مستوى أعلى للخصوصية في مؤشر الخصوصية (حوالي 2.2)، ووضع في الجزء السفلي من القائمة الولايات المتحدة والمملكة المتحدة (حوالي 1.4).
[
22
]
```